# Anita Louise
Anita Louise (9 de enero de 1915 - 25 de abril de 1970) fue una actriz cinematográfica estadounidense.

## Biografía
Su verdadero nombre era Anita Louise Fremault, y nació en Nueva York. Debutó en la interpretación a los seis años de edad, en el teatro de Broadway, y un año después ya actuaba con regularidad en el cine hecho en Hollywood, California.  Siendo todavía adolescente era elegida para interpretar tanto papeles secundarios como principales en producciones de envergadura.  
Al ganar estatus en Hollywood, fue elegida como una de las WAMPAS Baby Stars, y se la describía con frecuencia como una de las más elegantes actrices de cine del momento. Su reputación se consolidó por su papel en la sociedad hollywoodiense, participando en las fiestas de la élite social, con gran repercusión en los medios periodísticos. 

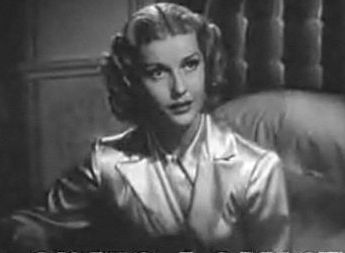
Escena de My Bill (1938).

Entre sus éxitos en el cine destacan Madame Du Barry (1934), A Midsummer Night's Dream (1935), The Story of Louis Pasteur (La tragedia de Louis Pasteur) (1935), Anthony Adverse (El caballero Adverse) (1936), Marie Antoinette (1938), The Sisters (las hermanas) (1938), y The Little Princess (La pequeña princesa) (1939).  
En los años cuarenta sólo actuaba en pequeños papeles y con poca frecuencia, hasta que la llegada de la televisión en los años cincuenta le dio mayores oportunidades. En este medio una de sus interpretaciones más conocidas fue la de la madre en la serie My Friend Flicka, entre 1956 y 1958.
Tras esta serie se retiró virtualmente. Su marido, el productor cinematográfico Buddy Adler, falleció en 1960, y Anita Louise murió a causa de un accidente cerebrovascular en Los Ángeles, California, a los 55 años de edad. Fue enterrada en el cementerio Forest Lawn Memorial Park en Glendale, California. 
Tiene una estrella en el Paseo de la Fama de Hollywood, en reconocimiento a su contribución a la industria cinematográfica, en el 6801 de Hollywood Boulevard.

## Filmografía

### Cine
- The Sixth Commandment (1924)
- Lend Me Your Husband (1924)
- The Music Master (1927)
- Memories (1927)
- 4 Devils (1928) - Louise
- The Spirit of Youth (Doble derrota) (1929) - Toodles Ewing
- Square Shoulders (1929) - Mary Jane
- Wonder of Women (1929) - Lottie
- The Marriage Playground (1929) - Blanca Wheater
- The Florodora Girl (1930) - Vibart Child
- What A Man (1930) - Marion Kilbourne
- Just Like Heaven (1930) - Mimi
- The Third Alarm (1930) - Milly Morton
- Everything's Rosie (1931) - Rosie Droop
- The Great Meadow (1931) - Betty Hall
- Millie (1931) - Constance 'Connie' Maitland
- The Woman Between (1931) - Helen Weston
- Heaven On Earth (1931) - Towhead
- The Phantom of Crestwood (1932) - Esther Wren
- Our Betters (1933) - Elizabeth 'Bessie' Saunders
- The Most Precious Thing in Life (Para siempre mía) (1934) - Patty O'Day
- Are We Civilized? (1934) - Norma Bockner
- Cross Streets (1934) - Clara Grattan
- I Give My Love (1934) - Lorna March
- Judge Priest (1934) - Ellie May Gillespie
- Madame Du Barry (1934) - María Antonieta
- The Firebird (1934) - Mariette Pointer
- Bachelor of Arts (1934) - Mimi Smith
- Lady Tubbs (1935) - Wynne Howard
- Here's to Romance (1935) - Lydia Lubov
- Personal Maid's Secret (1935) - Diana Abercrombie
- A Midsummer Night's Dream (El sueño de una noche de verano, 1935) - Titania, Reina de las Hadas
- The Story of Louis Pasteur (La tragedia de Louis Pasteur) (1936) - Annette Pasteur
- Brides Are Like That (1936) - Hazel Robinson
- Anthony Adverse (El caballero Adverse) (1936) - Maria
- Green Light (1937) - Phyllis Dexter
- Call It a Day (1937) - Joan Collett
- The Go Getter (1937) - Margaret Ricks
- Aquella mujer (That Certain Woman, 1937) - Florence 'Flip' Carson Merrick
- First Lady (1937) - Emmy Page
- Tovarich (1937) - Helene Dupont
- My Bill (1938) - Muriel Colbrook
- Marie Antoinette (1938) - Princesa de Lamballe
- The Sisters (Las hermanas) (1938) - Helen Elliot Johnson
- Going Places (1938) - Ellen Parker
- The Little Princess (La pequeña princesa) (1939) - Rose Hamilton
- The Gorilla (1939) - Norma Denby
- These Glamour Girls (1939) - Daphne 'Daph' Graves
- Hero For a Day (1939) - Sylvia Higgins
- Main Street Lawyer (1939) - Honey Boggs
- Reno (1939) - Mrs. Joanne Ryder
- Wagons Westward (1940) - Phyllis O'Conover
- Glamour For Sale (1940) - Ann Powell
- The Villain Still Pursued Her (1940) - Mary Wilson
- The Phantom Submarine (1941) - Madeline Neilson
- Two in a Taxi (1941) - Bonnie
- Harmon of Michigan (1941) - Peggy Adams
- Dangerous Blondes (1943) - Julie Taylor
- Nine Girls (1944) - Paula Canfield
- Casanova Brown (1944) - Madge Ferris
- Cartas a mi amada (Love Letters) (1945) - Helen Wentworth
- The Fighting Guardsman (1946) - Amelie de Montrevel
- The Bandit of Sherwood Forest (El hijo de Robin de los bosques) (1946) - Lady Catherine Maitland
- The Devil's Mask (1946) - Janet Mitchell
- Personality Kid (1946) - Laura Howard
- Shadowed (1946) - Carol Johnson
- Blondie's Big Moment (1947) - Miss Gary
- Bulldog Drummond at Bay (1947)
- Stars Over Hollywood (1950)
- Retreat, Hell! (1952) - Ruth Hansen

### Televisión
- Your Favorite Story (1953)
- The Ford Television Theatre (1952-1955) - Marie McCoy, Madre
- Lux Video Theatre (1955)
- My Friend Flicka (1956) - Nell McLaughlin
- Ethel Barrymore Theatre (1956)
- The Millionaire (1957) - Nancy Wellington
- Playhouse 90 (1957) - Mabel Seymour Greer
- Letter To Loretta (1957) - Laura
- The United States Steel Hour (1962) - Mrs. McCabe
- Mannix (1969) - Althea Greene
- The Mod Squad (1970)